# Herzogtum Namslau
Das Herzogtum Namslau entstand 1312 als Teilherzogtum von Glogau und gelangte 1331 mit dem Herzogtum Oels als ein Lehen an die Krone Böhmen. 1341 wurde es an das Herzogtum Brieg angeschlossen und 1348 vom römisch-deutschen und böhmischen König Karl IV. erworben. Er verband es mit dem Herzogtum Breslau, das bereits 1335 als erledigtes Lehen an die Krone Böhmen heimgefallen war. Residenzort war die gleichnamige Stadt Namslau (heute Namysłów in der Woiwodschaft Oppeln in Polen).

## Geschichte

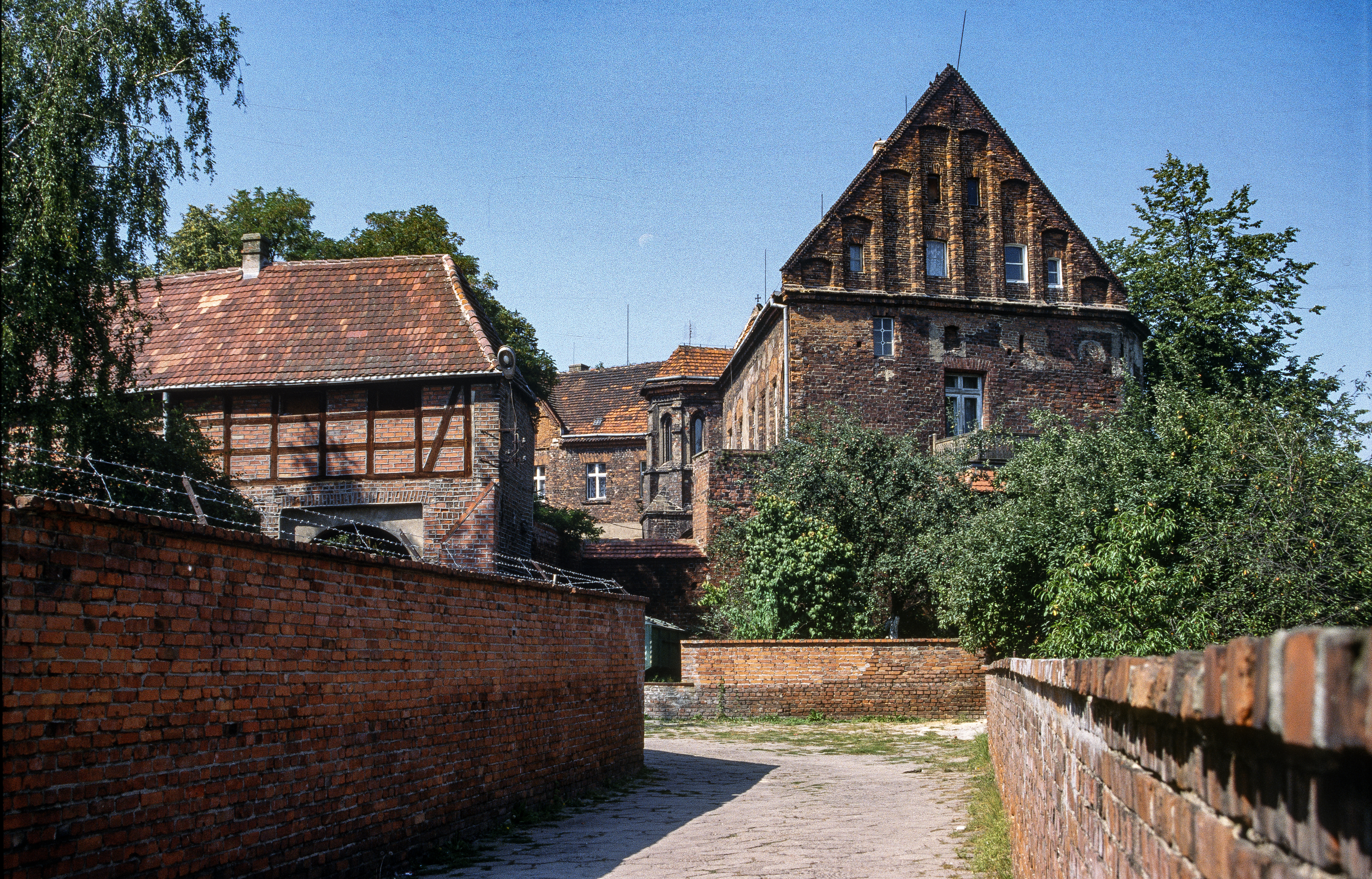
Schloss Namslau

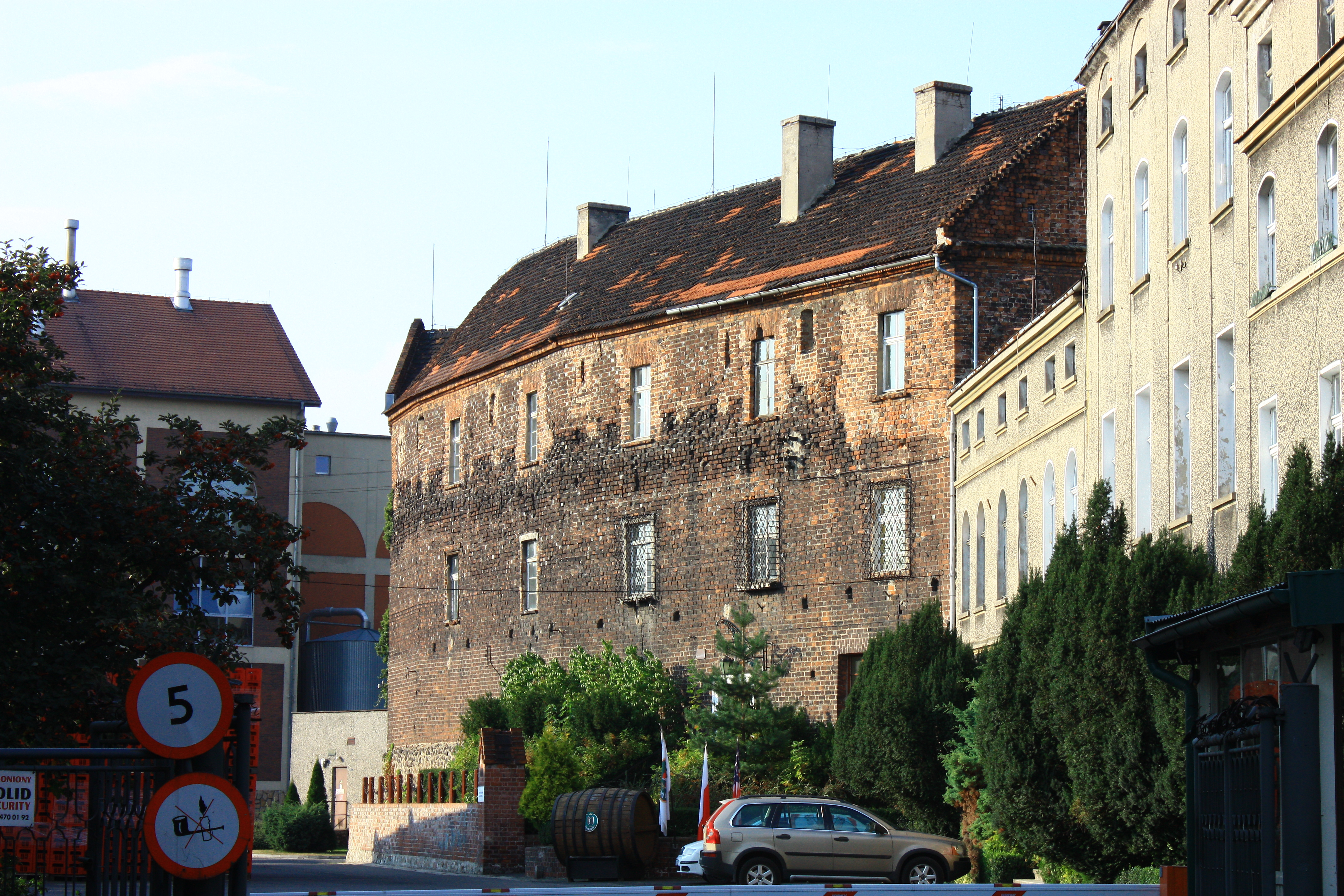
Schloss Namslau

Das Gebiet von Namslau gehörte zunächst zum Herzogtum Breslau. Nach dem Tod des Herzogs Heinrich IV. 1290 fiel es zwar testamentarisch als Leibgedinge seiner Witwe zu, jedoch musste es sein Vetter Heinrich V. wegen Erbauseinandersetzungen 1294 an Heinrich III. von Glogau abgeben. Nach dessen Tod 1309 wurde Namslau zusammen mit dem östlichen Teil Glogaus 1312 für dessen Söhne Konrad I. († 1366) und Boleslaus/Bolko († 1320) ausgegliedert, aus dem das Herzogtum Oels hervorging, das sie bis 1313 gemeinsam regierten. Danach regierte Namslau Konrad I. allein, dem 1321 nach dem Tod Bolkos auch Oels zufiel. Konrad I. residierte zunächst in Namslau und führte die Titulatur Herr von Namslau. 
Nachdem Heinrichs V. Sohn Boleslaw III. Konrad I. u. a. Namslau wieder abnahm, vereinte er es mit seinem Herzogtum Brieg. 1341 verpfändete er es wegen finanzieller Schwierigkeiten zusammen mit Konstadt, Kreuzburg und Pitschen an den polnischen König Kasimir III. Mit ihm schloss der böhmische König Karl IV. am 22. November 1348 den Namslauer Vertrag über gegenseitige Hilfeleistung. Gleichzeitig übergab Kasimir das Namslauer Land an Karl IV., der es aus dem Herzogtum Oels löste und dem 1335 als erledigtes Lehen heimgefallenen Erbfürstentum Breslau verband.